# 维默斯多夫
维默斯多夫是德国石勒苏益格－荷尔斯泰因州塞格贝格县的一个市镇。总面积17.55平方公里，总人口1576人，其中男性777人，女性785人（2013年12月31日），人口密度90人/平方公里。